# 倫直
綸直(？—238年)，公孫淵部下，將軍，章回小說《三國演義》作倫直，為參軍。認同賈範之言，直諫公孫淵不應反叛曹魏，與賈範一同被公孫淵斬首。司馬懿入襄平城後厚待其子孫。